# کانووا ۶۲۵۶
سیارک ۶۲۵۶ (به انگلیسی: 6256 Canova، نامگذاری:4063P-L) شش هزار و دویست و پنجاه و ششمین سیارک کشف شده‌است که در ۲۴ سپتامبر ۱۹۶۰ کشف شد.
قدر مطلق سیارک برابر ۱۵٫۶۰ است.